# Roberto Ferreiro
Roberto Ferreiro (25 de abril de 1935 — 20 de abril de 2017) foi um futebolista argentino que competiu na Copa do Mundo FIFA de 1966.
É uma das poucas pessoas a terem conquistado a Copa Libertadores da América como jogador e também como treinador.